# Kármin (festék)
A kármin a kokcsinella nevű színezékanyagból nyerhető kárminvörös vagy bíborvörös színű festék (a kokcsinellát a fügekaktuszokon élősködő bíbortetű nőstényeinek porítmányából vonják ki). Amerika felfedezése előtt a Lengyel bíborpajzstetűt használták erre a célra. Kémiailag a kárminsav az antrakinon összetett származéka. Nagyon szép vörös, de nem fényálló.
Az elnevezés szóvegyüléssel keletkezett az arab quirmiz (karmazsin) és a latin minium (hegyi cinóber, természetes mínium) szóból.

## Előállítása
A kokcsinellából először kárminsavat állítanak elő: ebből készítik a különböző árnyalatú festékeket. A kárminsav előállítása többlépcsős oldás-bontás-desztillálás, amire többféle ipari megoldást dolgoztak ki.
1. Schunk és Marchlewski eljárásában a kokcsinellát porrá törik, vízben kifőzik, és az átszűrt oldatba ólom-acetátot öntenek, mire a festőanyag sötétibolyaszínű csapadékként kiválik. Ezt alkoholban oldják és tömény sósavval elbontják; a belőle keletkező sárgás-vörös folyadékot leszűrik, és lehetőleg alacsony hőfokon beszárítják. A beszárított maradékot hideg abszolút alkoholban oldják, az oldatot éterrel, benzollal vagy kloroformmal megbontják; ilyenkor élénkvörös színű csapadék válik ki. A csapadékot benzollal és kloroformmal mossák és újból alkoholban oldják; az alkohol elpárolgása után ebből kristályosodik ki a kárminsav.
2. Egy kevesebb lépésből álló folyamatban a porrá tört rovartesteket ammónia- vagy nátrium-karbonát-oldatban forralják, az oldhatatlan részeket szűréssel eltávolítják, majd a kárminsav tiszta oldatához timsót adagolnak, és ekkor vörös alumíniumsó csapódik ki. A szín akkor tiszta, ha az oldat vasmentes. A csapadék leválása ón-klorid, citromsav, bórax vagy zselatin adagolásával szabályozható. A lilás-bíbor árnyalatok elérése végett meszet adnak a timsóhoz.

## Gazdasági jelentősége, felhasználása
A kárminfesték az egyik legjobb minőségű természetes eredetű vörös festékanyag, amit már az Azték Birodalomban is használtak. Amint az európaiak megismerték, a kármin megbolygatta a divatvilágot; a tökéletes kozmetikumot látták benne. Divatjának és ragyogó színének milliárdnyi bíbortetű esett áldozatul. A 16. században volt olyan év, amikor 160 tonna kárminvörös festék érkezett Spanyolországba.
A kármint az anilinfestékek feltalálása előtt elterjedten használták vízfestékként és pácok színezékeként. Azóta csak akkor alkalmazzák, ha természetes alapanyagú festékre van szükség: süteményekben, cukorkákban, kozmetikumokban, vízoldható gyógyszerkészítményekhez és szövettani festőanyagként. Nők milliói szerte a világban kárminfestéket tartalmazó rúzsokkal kenik ajkukat, ezt használják arcuk pirosítására is, de a Cherry Coke is tartalmazza színezőanyagként. [forrás?]
A kárminkészítmények E kódjai:
- E120 Kárminvörös, kárminsav (Színanyag)
- E132 Indigó-kármin, indigó (Színanyag)